# شبكة جبهية جدارية
الشبكة الجبهية الجدارية (FPN)، والمعروفة عمومًا أيضًا باسم الشبكة التنفيذية المركزية (CEN) أو على وجه التحديد، الشبكة الجبهية الجدارية الجانبية (L-FPN)، هي شبكة دماغية واسعة النطاق تتكون في المقام الأول من القشرة الجبهية الظهرية الجانبية والقشرة الجدارية الخلفية، حول الثلم داخل الجداري.وهي تشارك في الانتباه المستمر وحل المشكلات المعقدة والذاكرة العاملة.

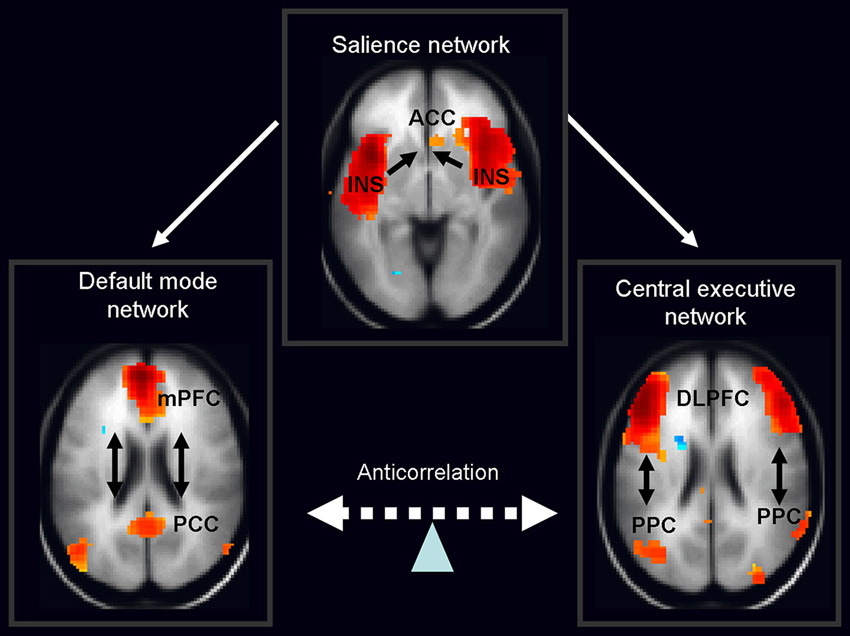
من المفترض أن تعمل الشبكة البارزة على التوسط في التبديل بين شبكة الوضع الافتراضي والشبكة الجبهية الجدارية (الشبكة التنفيذية المركزية).

شبكة FPN هي واحدة من ثلاث شبكات في ما يسمى بنموذج الشبكة الثلاثية، إلى جانب الشبكة البارزة وشبكة الوضع الافتراضي (DMN). تسهل الشبكة البارزة التبديل بين FPN وDMN.